# Langona goaensis
Langona goaensis är en spindelart som beskrevs av Prószynski 1992. Langona goaensis ingår i släktet Langona och familjen hoppspindlar. Inga underarter finns listade i Catalogue of Life.